# Aleksander Laszenko

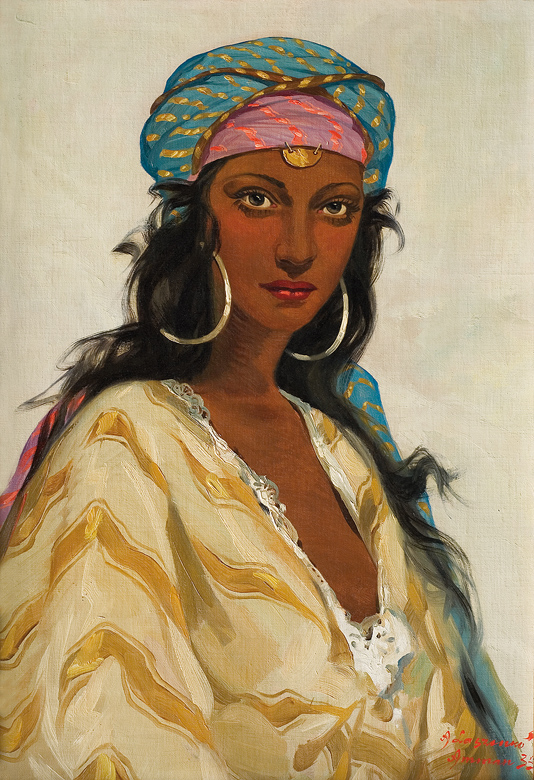
Dziewczyna z Ammanu

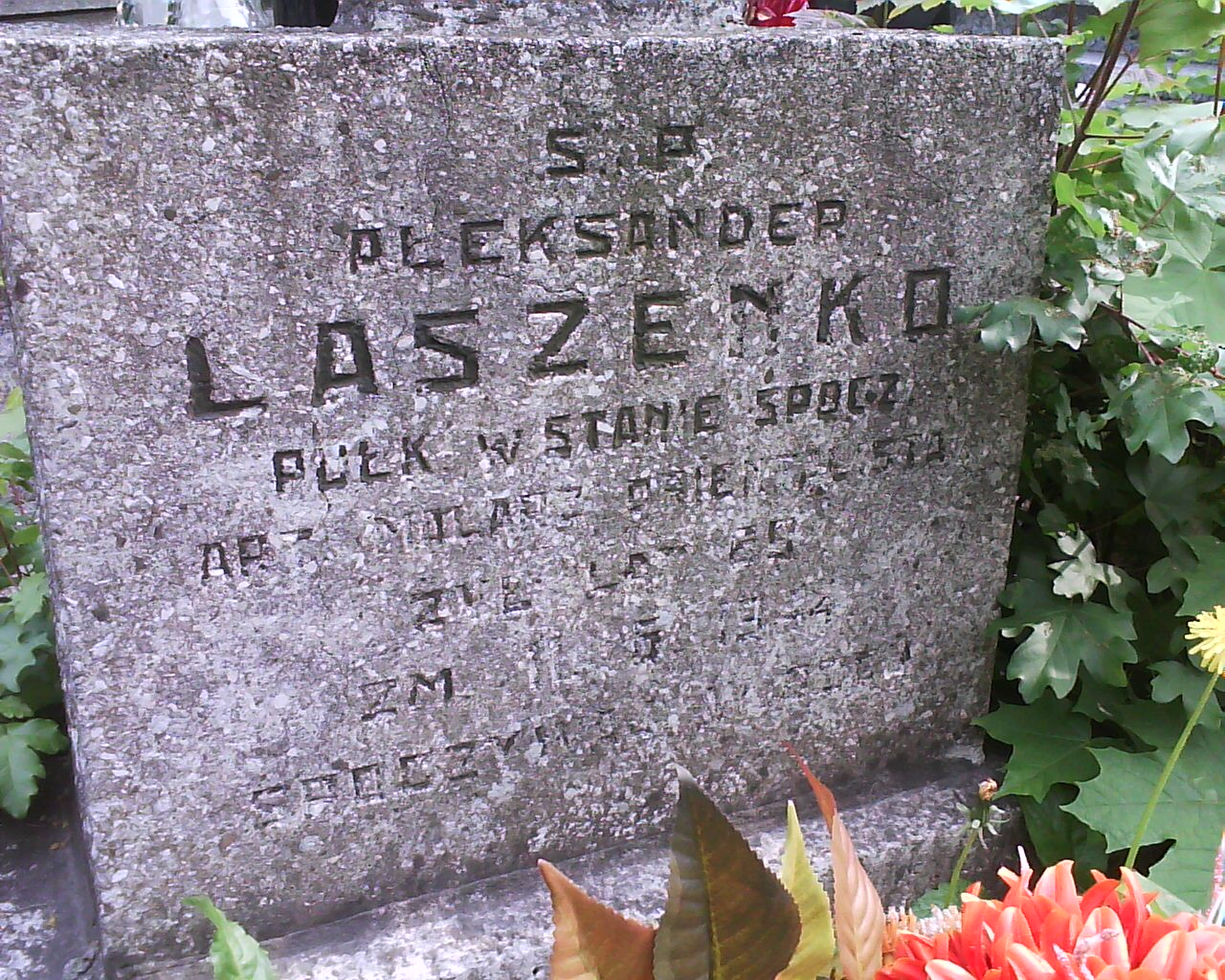
Tablica nagrobna artysty

Aleksander Laszenko (ur. 4 czerwca 1883 w Annówce, pow. wołczański, zm. 11 czerwca 1944 we Włocławku) – polski artysta malarz, podróżnik, współzałożyciel Zrzeszenia Kujawskich Artystów Plastyków.
Syn Bazylego Laszenki i Ludmiły Szczerbaczow. Pochodził z rodziny wojskowych. W 1900 ukończył Połtawski Korpus Kadetów, a następnie w 1904 Konstantynowską Szkołę Artylerii w Petersburgu. Równocześnie z edukacją wojskową uczył się malarstwa w Petersburskiej Akademii Sztuk Pięknych. Jego nauczycielami byli m.in.: Jefim Wołkow, Nikołaj Dubowski, Władimir Makowski i Ilja Riepin.
Po ukończeniu nauki służył w oddziałach carskiej lejbgwardii. Był m.in. dowódcą Zapasowego Dywizjonu Artylerii Lejbgwardii. W 1916 otrzymał stopień pułkownika. 
W 1918 po zakończeniu I wojny światowej przyjechał do Polski, gdzie zamieszkał w majątku swojej żony w Woli Sosnowej, a od 1932 we Włocławku. Po osiedleniu w Polsce, poświęcił się całkowicie malarstwu i związanym z nim podróżom.
Zmarł po dłuższej chorobie. Został pochowany na cmentarzu komunalnym we Włocławku (sektor R3, rząd 8, kwatera 66).

## Podróże
W latach 1897–1898 odbył wraz z ojcem podróż do Egiptu. W 1903-1904 odbył podróż dookoła świata. Niemal rokrocznie wyjeżdżał do Egiptu. Zwiedził Bliski Wschód, Tunezję i Maroko, a także wyprawił się Nilem w głąb Afryki, docierając w 1906 do ówczesnego Konga Belgijskiego, a w 1909 do Erytrei i granic ówczesnej Abisynii. Wyprawiał się też do Azji, objechał Europę, a także wojażował po Polsce.
Największe podróże:
- podróż dookoła świata (1903–1904)
- Kair, Luksor, Palestyna, Syria, Mezopotamia (1904–1905)
- podróż afrykańska, od Chartumu do Ugandy (1906)
- wielokrotnie odwiedza Egipt, Algier i Maroko (1909–1912)

## Twórczość
Jako jeden z niewielu polskich malarzy zajmował się niemal wyłącznie tematyką egzotyczną. Owocem jego podróży do Afryki i na Bliski Wschód były obrazy przedstawiające sceny z życia tubylców, egzotyczne zwierzęta, przyrodę, architekturę starych miast. Oprócz malarstwa zaangażowany również w archeologię i etnografię. Jego prace wielokrotnie pokazywano na wystawach w Polsce (m.in. w Miejskiej Galerii Sztuki w Łodzi) i za granicą.
W 1922 roku wykonywał prawdopodobnie rysunki w odkrytym wówczas grobowcu Tutanchamona. Trudno dokładnie określić datę jego wizyty w grobowcu, ponieważ jego nazwisko nie zostało zapisane w dziennikach Howarda Cartera. Sam Laszenko podkoloryzował swój udział w badaniach, przedstawiając się jako rysownik Cartera i współautor szkiców całego wnętrza i artefaktów. Jednak brak jego nazwiska w zapiskach odkrywców grobowca oraz podawane przez niego szczegóły odkrycia, które są sprzeczne z podawanymi przez odkrywców, wskazują, że nie uczestniczył w odkryciu. Prof. Hieronim Kaczmarek wątpi natomiast w samą jego obecność w Egipcie w 1922 roku, wskazując, że zarówno w sierpniu i grudniu tego roku przebywał on w Polsce.